# Рейнолдс, Дин
Дин Ре́йнолдс (англ. Dean Reynolds, род. 11 января 1963 года в Гримсби, Англия) — английский профессиональный игрок в снукер.

## Карьера
Рейнолдс стал профессионалом после побед в национальном чемпионате среди игроков до 19 лет и турнире Junior Pot Black.
На первом для себя чемпионате мира Дин дошёл до 1/8 финала. Впервые в Топ-16 англичанин попал в сезоне 1987/88, заняв 15-е место. Дважды Рейнолдс достигал финалов рейтинговых соревнований — в 1989-м на Гран-при и British Open, но оба раза проигрывал — Тони Мео и Стиву Дэвису соответственно. Лучший результат Рейнолдса на мировом первенстве — четвертьфинал турнира 1989 года. Дин имеет одну победу на профессиональном, но нерейтинговом турнире — English Professional Championship в 1988-м. Тогда в финальном матче он выиграл у Нила Фудса.
Рейнолдс является одним из немногих снукеристов, кому удавалось сделать тотал-клиренс со свободным шаром (брейк в 143 очка на командном чемпионате Европы 2006 года). Он играет левой рукой.

## Достижения в карьере
- British Open финалист — 1989
- Гран-при финалист — 1989
- English Professional Championship победитель — 1988
- Чемпионат мира четвертьфинал — 1989